# ژولیده نیشابوری
محمدحسن فرحبخشیان معروف به ژولیدهٔ نیشابوری (زادهٔ ۱۳ اسفند ۱۳۲۰ – درگذشتهٔ ۱۹ مهر ۱۳۸۶) شاعر اهل نیشابور بود.

## درباره
فرحبخشیان از کودکی به امامان شیعه علاقه‌مند بود. او منشأ این علاقه را به حضورش در مراسم مذهبی در دوران کودکی مربوط می‌دانست. به گفتهٔ خودش از ۱۲ سالگی و پس از آن‌که شبی در خواب، شخصی او را به شعر گفتن تشویق کرد، سرودن شعر را آغاز کرده بود.
او در وقایع خرداد سال ۴۲ به سرودن شعرهای انقلابی روی‌آورد که به خاطر آن ۳ سال و ۸ ماه را در زندان گذراند.
| پیام رهبر ایران در این جهان این است |  | سکوت در بر ظالم، خلاف آیین است        |
| چو دید عکس خمینی، به خود بگفتا شاه: |  | کسی که کاخ مرا زیر و رو کند، این است! |

ژولیده پس از آزادی از زندان، تا سال ۱۳۵۷، دو بار دیگر و در جمع، ۶ ماه دیگر زندان را تجربه کرد.
طبق گفتهٔ خودش لقب «ژولیدهٔ شوریدهٔ خاکی» را سید محمود طالقانی زمانی که برای اولین‌بار او را در زندان ملاقات کرده بود برای خطاب کردنش استفاده کرده بود و در دیدارهای بعدی، لقب «ژولیده» را برای او برگزیده بود. ژولیده در دوران جنگ ایران و عراق در جبهه حضور داشت و برخی سروده‌های حماسی وی به آن دوران برمی‌گردد.

## سکونت در ورامین
ژولیدهٔ نیشابوری، پس از رهایی از زندان قصر مدتی در ورامین ساکن شد، و سپس به وطن مراجعت نمود و در مرحلهٔ دوم از سال ۱۳۶۸ در ورامین سکونت گزید و تا آخر عمر آنجا باقی ماند.
سرانجام، ژولیدهٔ نیشابوری، در عصرگاه روز پنجشنبه، نوزدهم مهر ۱۳۸۶ شمسی، در بیمارستان سوم شعبان تهران بر اثر سکتهٔ قلبی درگذشت و پیکرش در گورستان ورامین -موسوم به گلزار شهدای حسین رضا- در کنار فرزندش دفن شد.

## آثار ژولیدهٔ نیشابوری
درونمایهٔ اغلب سروده‌های این شاعر، مذهب، مدح اهل بیت، انقلاب و جنگ ایران و عراق می‌باشد. از او تاکنون بالغ بر ۳۰ اثر در قالب کتاب و جزوه مشتمل بر مجموعه آثاری از قبیل: «گلبانگ عشق»، «ای قلب‌ها بسوزید»، «ای چشم‌ها بگریید»، «چه کنم، دلم می‌سوزد» و… منتشر شده و برخی از این آثار بیش از ۱۵ بار تجدید چاپ شده‌است. از دیگر آثار ژولیده کتابی است که در آن زیارت عاشورا را به زبان شعر درآورده‌است.

## نمونه‌ای از اشعار

### لطف حق
| دلت را خانهٔ ما کن، مصفّـا کردنش با من   |  | به من درد دل افشا کن، مداوا کردنش با من    |
| اگر گم کرده‌ای ای دل، کلید استجابت را   |  | بیا یک لحظه با ما باش، پیدا کردنش با من    |
| بیفشان قطرهٔ اشکی که من باشم خریدارش    |  | بیاور قطره‌ای اخلاص، دریا کردنش با من       |
| اگر درها به‌رویت بسته شد دل بد مکن بازآ |  | درِ این خانه دق‌الباب کُـن، واکردنش با من     |
| به ما گو حاجت خود را، اجابت می‌کنم آنی  |  | طلب کن هرچه می‌خواهی، مهیّـا کردنش با من     |
| بیا قبل از وقوع مرگ روشن کن حسابت را   |  | بیاور نیک وبد را جمع، منها کردنش با من     |
| چو خوردی روزی امروز ما را شکر نعمت کن  |  | غم فردا مخور، تأمین فردا کردنش با من       |
| به قرآن آیهٔ رحمت فراوان است ای انسان   |  | بخوان این آیه را، تفسیر و معنا کردنش با من |
| اگر عمری گنه کردی، مشو نومید از رحمت   |  | تو توبه نامه را بنویس، امضا کردنش با من    |